# Крест Великопольского восстания
Знак отличия «Крест Великопольского восстания» — государственная награда Польской Народной Республики.

## История
Крест Великопольского восстания учрежден Декретом Государственного Совета Польской Народной Республики от 1 февраля 1957 года в связи с приближавшимся сорокалетием Великопольского (Познанского) восстания.
Этот знак военного отличия становится почетной наградой участникам боев за свободу и независимость Польши.
Крест имел одну степень и награждение им производилось один раз.
Право награждения принадлежало Совету Министров ПНР.
Крест Великопольского восстания носится на левой стороне груди после креста Силезского восстания.
Всего было произведено 22419 награждений.

## Описание знака
Крест Великопольского восстания изготавливался из бронзы.
Знак имеет форму равностороннего прямоугольного греческого креста со слегка расходящимися к концам сторонами.
На лицевой стороне креста в круге, покрытом красной эмалью и обрамленном венком из дубовых листьев, помещено изображение орла. Орел покрыт эмалью белого цвета. Из-под круга выступает расположенный вертикально обоюдоострый меч, направленный своим острием вниз. На горизонтальных плечах креста проставлены даты: «1918» и «1919».
На оборотной стороне креста в центральной части сделана надпись по окружности: «POWSTANCOM WELKOPOLSKIM». В центре окружности помещена надпись: «PRL».
Все надписи и изображения на кресте выпуклые. Поверхность креста матовая, гладкая. Крест с обеих сторон окаймлен бортиком.
Размеры креста 36 х 36 мм, основание 12 мм, ширина плеча 9 мм, диаметр круга на лицевой стороне 9 мм, длина меча 29 мм, ширина бортика 1 мм.
В верхней части креста имеется ушко с кольцом, с помощью которого крест соединяется с лентой.

## Лента
Лента креста Великопольского восстания шелковая муаровая темно-синего цвета шириной 36 мм с двумя продольными полосками малинового цвета по бокам. Ширина продольных полосок 2 мм.